# سيروس مقدم
سيروس مقدم (بالفارسية: سيروس مقدم) (19 أبريل 1948، عبادان -) هو كاتب سيناريو ومُخرج، وهو مُدير السينما والتلفزيون الإيراني، وتشمل أنشطته الرئيسية إنتاج المسلسلات التلفزيونية، على رأسها المسلسل التلفزيوني «أيام الحياة» (بالفارسية: روزهای زندگی) وهو أحد أشهر أعماله الذي مهَّدت الطريق لممثلين صاعدين مثل ليلى بلوكات، بالإضافة إلى مسلسل العاصمة الذي لعب دور البطولة فيه محسن تنابنده على عدة مواسم.

## روابط خارجية
- سيروس مقدم على موقع IMDb (الإنجليزية)